# Textura (gràfics)

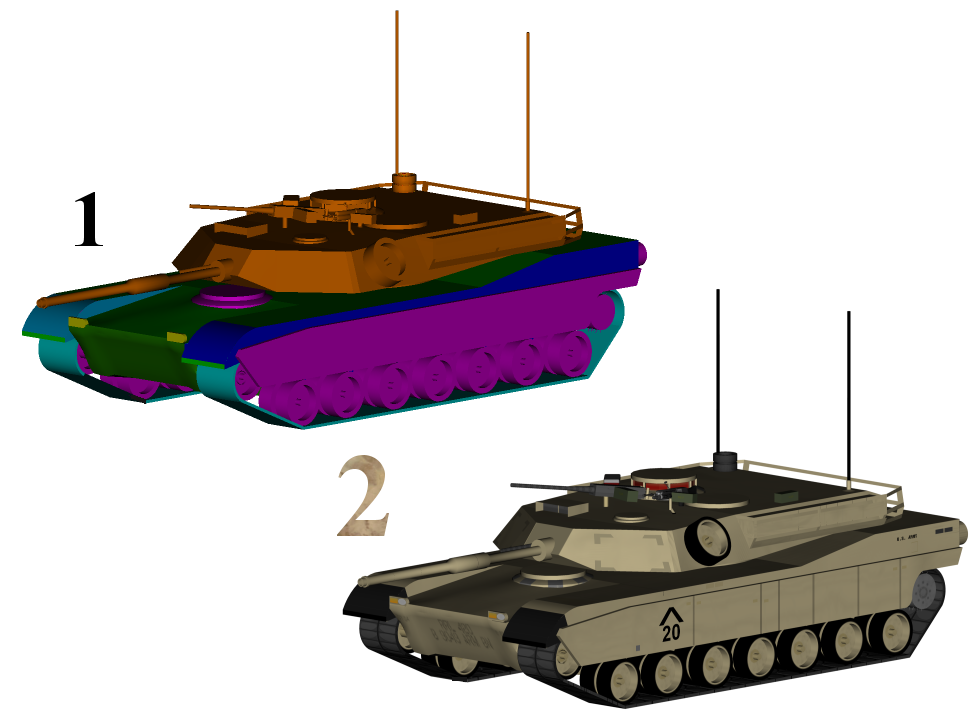
1 = Model 3D sense textures
2 = Model 3D amb textures.

Una textura és una imatge del tipus bitmap utilitzada per cobrir la superfície d'un objecte virtual, ja sigui tridimensional o bidimensional, amb un programa de gràfics especial. Més en profunditat, és un conjunt de primitives o elements denominats "texels", aquests s'assimilen a un conjunt contigu d'elements (píxels en 2D) amb alguna propietat tonal o regional.
S'entén com textura artística, l'estructura de la capa superficial d'un material. La textura, juntament amb el to i la forma, transformen els motius plans en imatges amb forta sensació tridimensional.
Si es toca una pedra, un tronc o una finestra, s'experimenten sensacions diferents al tacte i això és perquè les partícules que constitueixen els objectes s'acomoden de diferent manera, unes més separades i altres més juntes, per això es pot parlar de textures suaus, rasposes, dures o llises, entre d'altres.

## Tipus
Tots els materials tenen textura. Es poden diferenciar en textures físiques i textures visuals.
- La textura visual és la imatge que ens dona la sensació de textura, però si la toquem no respon al missatge visual texturat que rebem, el seu efecte és purament visual.
- La textura física és aquella que no només veiem, sinó que es pot tocar i palpar. Coexisteixen en la textura física les qualitats tàctils i òptiques, no com el to i el color que s'unifiquen en un valor comparable i uniforme, sinó per separat i específicament, permetent una sensació individual a l'ull i a la mà, encara que projectem dues sensacions en un significat fortament associatiu.[5]